# Oenanthe moesta
Chasco-de-barrete-cinzento ou chasco-triste (Oenanthe moesta) é uma espécie de ave da família Muscicapidae.
Pode ser encontrada nos seguintes países: Argélia, Egipto, Iraque, Israel, Jordânia, Líbia, Mauritânia, Marrocos, Arábia Saudita, Síria, Tunísia, Saara Ocidental e Iémen.
Os seus habitats naturais são: matagal árido tropical ou subtropical.